# Кашликов, Кирилл Григорьевич
Кашликов Кирилл Григорьевич — украинский актер театра и кино, народный артист Украины (2011), генеральный директор-художественный руководитель Национального академического драматического театра имени Леси Украинки с 2022 года.

## Биография
Родился 11 мая 1969 года в Новосибирске, СССР.
Учился в Новосибирском театральном училище (курс М. Резниковича). В 1993 году окончил Киевский театральный институт им. И. К. Карпенко-Карого,  курс "Организация театрального дела", специальность "театральный менеджмент". 
В 1994 году был принят в труппу Киевского театра русской драмы имени Леси Украинки (ныне Национальный академический драматический театр имени Леси Украинки). В 2008 году получил премию «Киевская пектораль» за лучший режиссёрский дебют (спектакль «Солдатики»).В 2011 году получил звание «Народный артист Украины». Художественный руководитель Профессиональной студии молодых актеров при Театре Леси Украинки. С весны 2022 года де-факто директор театра Леси Украинки. 30 декабря 2022 года был утвержден в должности директора решением Министерства культуры Украины.

## Личная жизнь
Кирилл женат на актрисе Ольге Гришиной. В 2011 году у пары родилась дочь.

## Театральные работы

### Актёрские работы вНациональном академическом драматическом театре имени Леси Украинки
1. 1992 — «Приглашение в замок»
2. 1993 — «Молодые годы короля Людовика XIV»
3. 1993 — «Иван царевич»
4. 1994 — «История одной страсти»
5. 1995 — «Ревность»
6. 1996 — «Тойбеле и её демон»
7. 1996 — «Двери хлопают»
8. 1997 — «Королевские игры»
9. 1999 — «Огонь желаний»
10. 2000 — «Любовь и война»
11. 2000 — «Месть по-итальянски»
12. 2001 — «Невероятный бал»
13. 2001 — «И всё это было... и всё это будет...»
14. 2002 — «№13 («Безумная ночь, или Женитьба Пигдена»)»; реж. Ирина Барковская — Джордж Пигден, секретарь помощника премьер-министра
15. 2004 — «Слишком женатый таксист» Р. Куни; реж. Ирина Барковская — Стэнли Поуни
16. 2003 — «Деревья умирают стоя» А. Касона; реж. Ирина Барковская — директор
17. 2010 — «Слишком счастливый отец» Р. Куни; реж. Ирина Барковская — Стэнли Поуни
18. 2011 — «Чуть мерцает призрачная сцена... (Юбилей. Юбилей? Юбилей!)»
19. 2012 — «Циничная комедия» по мотивам пьесы «Мера за меру» У. Шекспира — Люцио
20. «Как важно быть серьёзным» О. Уайльда — Алджернон Монкриф
21. «Школа скандала» Р. Шеридан — Чарльз Сэрфес

### Режиссерские работы
1. 2007 — «СолдАтики»
2. 2014, 25 апреля — «Джульетта и Ромео» У. Шекспира
3. 2016, 22 апреля — «Вид с моста» А. Миллер
4. 4. 2017 - "Эй ты, здравствуй!" (автор Г.Мамлин)
5. 2018, 27 апреля — «Загадочное ночное убийство собаки» пьеса Саймона Стивенса, адаптированная из одноименного романа Марка Хэддона
6. 2020, 28 февраля — «Калека с острова Инишмаан» Мартин Макдонах
7. 2022, 7 октября - «Переводы»  Брайан Фрил
8. 2023, 4 августа - «Цвет жакаранды» по пьесе « Деревья умирают стоя» Алехандро Касона

## Фильмография

### Актёрские работы
1. 2002 — Под крышами большого города — Антон
2. 2005 — Возвращение Мухтара—2 — Вася Утечка
3. 2006 — Возвращение Мухтара—3 — Прохоров
4. 2006 — Дедушка моей мечты—2 — бизнесмен
5. 2006 — Утёсов. Песня длиною в жизнь — Гутман, режиссёр Театра революционной сатиры
6. 2007 — Ситуация 202 — блондин
7. 2008 — Безумный ноябрь — лейтенант
8. 2008 — Гений пустого места — Максим Кузин
9. 2008 — Химия чувств — Сергей
10. 2009 — Деревенский романс — Лёнчик

### Режиссерские работы
1. 2011 — Ласточкино гнездо
2. 2016 - Вид с моста
3. 2018 - Загадочное ночное убийство собаки
4. 2020 - "Калека с острова Инишмаан"
5. 2022 - "Переводы" Брайана Фрила
6. 2023, - «Цвет жакаранды» по пьесе « Деревья умирают стоя» Алехандро Касона

## Награды
1. 2003 — Заслуженный артист Украины[1]
2. 2011 — Народный артист Украины[2]